# Хадлер, Оге
Оге Хадлер (норв. Åge Hadler, 14 августа 1944, Берген) — норвежский ориентировщик, первый чемпион мира по спортивному ориентированию.

ЧМ 1972. Слева направо: Бернт Фрилен, Оге Хадлер, Стиг Берге

Обладатель двух золотых медалей чемпионатов мира в индивидуальных гонках — первого чемпионата мира в 1966
году и чемпионата мира 1972 года. Также выиграл золотую медаль в эстафете в составе мужской сборной Норвегии на чемпионате мира в ГДР в 1970 году. Обладатель нескольких бронзовых медалей чемпионатов мира.
В 1969 и 1971 годах становился победителем чемпионатов северных стран (англ. Nordic championships).
Женат на Ингрид Хадлер (в девичестве Торесен) победительнице третьего чемпионата мира 1970 года по спортивному ориентированию.
В соавторстве с женой в 1970 году написал книгу об ориентировании «По тропам» (норв. «På tvers av stiene»).